# Oligonychus zanclopes
Oligonychus zanclopes är en spindeldjursart som beskrevs av John Stanley Beard och Thomas Walter 2003. Oligonychus zanclopes ingår i släktet Oligonychus och familjen Tetranychidae. Inga underarter finns listade i Catalogue of Life.